# 司馬遵 (武陵王)
司馬遵（374年—408年），字茂遠，河內溫縣（今河南溫縣）人。晉朝宗室，晉元帝孫，武陵王司馬晞三子。官至太保。

## 生平
司馬遵父親司馬晞因為有軍事才幹，故受大司馬桓溫所忌，並於咸安元年（371年）誣其謀反。晉簡文帝逼於無奈，廢其為庶人，並流放到新安郡。司馬晞於太元九年（384年）去世，時桓溫已死，晉孝武帝就追封他為新寧郡王，並由司馬遵承襲爵位。當時司馬遵哭著受爵，感動左右。
太元十二年（387年），晉孝武帝恢復武陵王爵位。司馬遵歷任散騎常侍、祕書監、太常、中領軍。桓玄專權時又以他為金紫光祿大夫。元興二年（403年），桓玄篡位建立桓楚，司馬遵被貶為「彭澤縣侯」。次年劉裕率義兵攻下建康（今江蘇南京），並聲稱受晉安帝密詔，以司馬遵承制總百官，加侍中、大將軍。
义熙元年（405年），晉安帝回建康復位，以司馬遵為太保，加班劍武士二十人。義熙四年正月庚申（408年3月8日），司馬遵去世，享年三十五歲，朝廷追贈太傅，諡忠敬。

## 性格特徵
- 司馬遵年少時就已很聰慧，其父因桓溫被貶，司馬遵雖然在事後才出生，但他知道原委後很憎恨桓氏人物。在他十八歲以前，出身譙國銍縣桓氏的桓伊（391年卒）有一次去訪問司馬遵，司馬遵聽到通報後就說：「守門的為何為姓桓的通傳？」身邊的人說：「桓伊和桓溫疏遠，見面並沒所謂。」司馬遵卻生氣地說：「我聽見有人的姓是木字偏旁就想殺了他，何況一眾姓桓的？」

## 子女
- 司馬季度，司馬遵子，嗣爵